# Marian Koppe

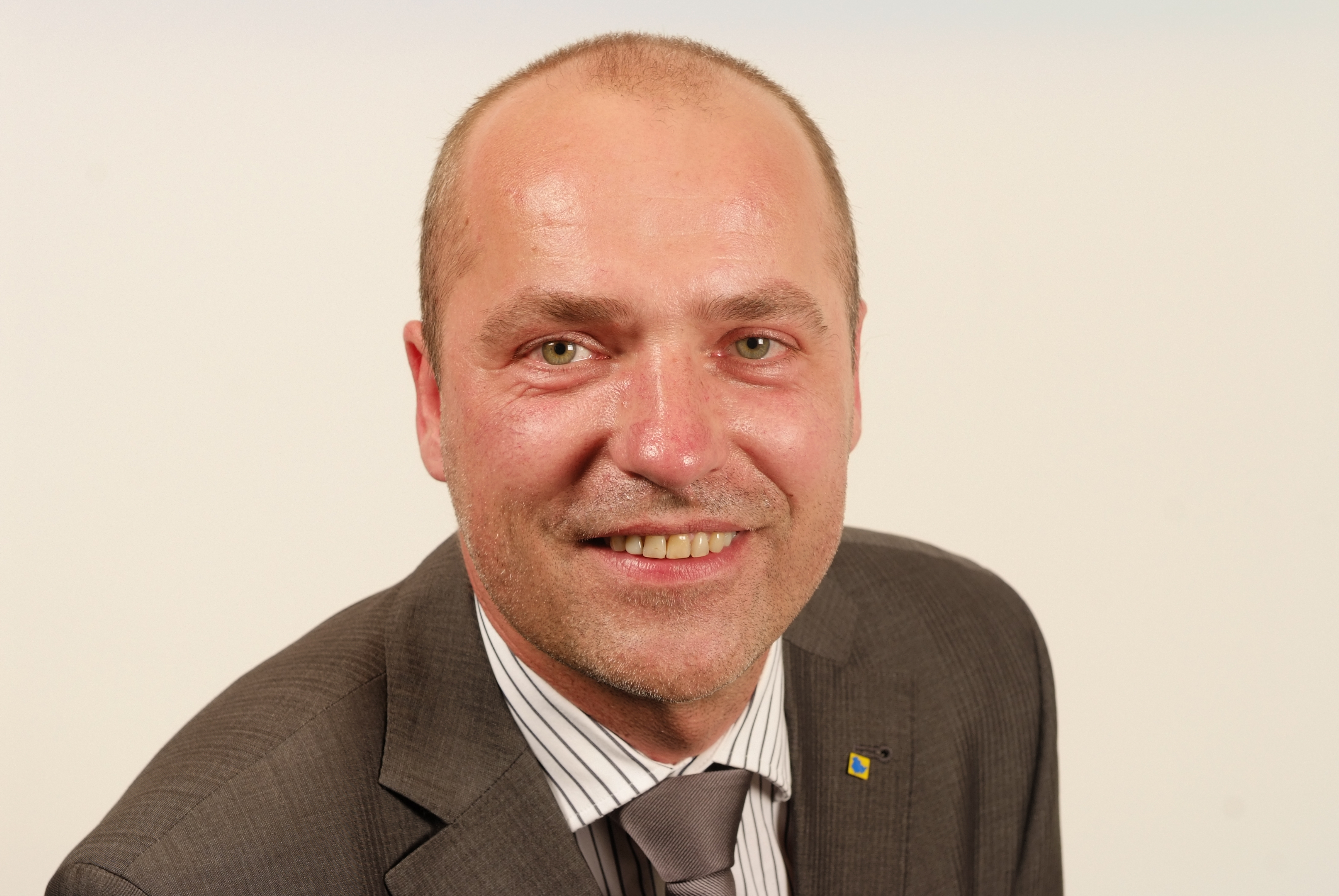
Marian Koppe, Mai 2011

Marian Koppe (* 23. Juli 1964 in Königsee) ist ein deutscher Politiker (FDP) und war von 2009 bis 2014 Mitglied des Thüringer Landtags.

## Werdegang
Marian Koppe besuchte von 1971 bis 1981 die Polytechnische Oberschule und absolvierte danach von 1981 bis 1983 eine Berufsausbildung zum Instandhaltungsmechaniker. Nach der politischen Wende war er von 1992 bis 2009 als Angestellter in einem Elektrogroßhandel tätig.
Bei der Landtagswahl 2009 gelang der FDP nach 15 Jahren wieder der Einzug in den Thüringer Landtag. Koppe wurde über Platz 7 der Landesliste in den Landtag gewählt. Er war Mitglied der Landtagsausschüsse für Soziales, Familie und Gesundheit sowie für Justiz, Bundes- und Europaangelegenheiten.
Marian Koppe war Mitglied des Landesvorstandes seiner Partei in Thüringen, FDP-Kreisvorsitzender im Landkreis Saalfeld-Rudolstadt und Fraktionsvorsitzender im Kreistag. Er war Vorsitzender der FDP in seiner Heimatstadt und deren Fraktionsvorsitzender im Stadtrat von Königsee; seit 2013 gehört er als einziges FDP-Mitglied dem Stadtrat der neu gebildeten Stadt Königsee-Rottenbach (seit 2019 Königsee) an. Er ist Mitglied des Bundesfachausschusses Soziales der FDP.
Bei der Landtagswahl in Thüringen 2014 schied die FDP wieder aus dem Landtag aus, wodurch auch Koppe, der auf Platz 5 der FDP-Landesliste kandidiert hatte, sein Mandat verlor.
Marian Koppe ist verheiratet und hat ein Kind.